# Aïn Sefra
Aïn Sefra (en arabe: عين الصفراء), est une commune de la wilaya de Naâma en Algérie, située dans l'ouest du pays.
C'est une oasis située dans les monts des Ksour. Elle est la deuxième commune la plus peuplée de la wilaya de Naâma et compte selon le recensement de la population en 2023 population de 125,000 habitants.

## Toponymie
Le nom de la localité vient de aïn (source) et safra (jaune) : « la source jaune ». Le toponymie du ksar n'a pas une consonance berbère comme les autres appartenant aux monts des Ksour mais une consonance arabe; et qu’à ce titre, il est plus récent.

## Géographie

### Localisation

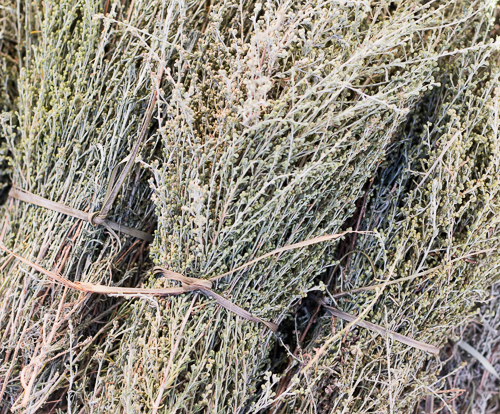
Bouquet d'armoise au marché de Aïn Sefra.

Aïn Sefra est le chef-lieu d’une daïra algérienne ; c’est une oasis située dans les monts des Ksour, près du djebel Mekter et au pied d’une haute dune, à la limite du Sud et des Hauts Plateaux, dans un secteur où poussent des grands arbres, des palmiers et des vergers.
|          | Aïn Ben Khelil,Naâma,     |       |
| Sfissifa | Aïn Sefra                 | Tiout |
|          | Djeniene Bourezg, Moghrar |       |

Aïn Sefra se situe sur la route nationale 6, à 70 km au sud de Naâma, à 101 km de Mecheria et à 338 km de Tlemcen.

### Localités
En 1984, la commune d'Aïn Sefra est constituée à partir des lieux-dits et localités suivants :
- Ain Sefra
- Tirkount
- Boughellaba
- Mekalis
- Belhendjir
- Ouled Gotlib
- Ouled Abdallah
- El Medabih
- Souala
- Merinat
- Ouled Chahmi
- Ouled Khelifi

### Climat
Le climat à Aïn Sefra, est désertique. La classification de Köppen est de type BWk. La température moyenne est de 17.5 °C et la moyenne des précipitations annuelles ne dépasse pas 200 mm.
| Mois                                | jan. | fév. | mars | avril | mai  | juin | jui. | août | sep. | oct. | nov. | déc. | année |
| ----------------------------------- | ---- | ---- | ---- | ----- | ---- | ---- | ---- | ---- | ---- | ---- | ---- | ---- | ----- |
| Température minimale moyenne (°C)   | 2,8  | 2,7  | 5    | 8,8   | 13,2 | 18,6 | 21,6 | 21,1 | 14,6 | 11,6 | 6,1  | 2,5  |       |
| Température moyenne (°C)            | 7    | 9    | 11   | 16    | 20   | 26   | 29   | 28   | 22   | 16   | 13   | 8    | 17,5  |
| Température maximale moyenne (°C)   | 12,8 | 16   | 17,7 | 24,5  | 27,3 | 34,3 | 38,2 | 36,1 | 30   | 21,9 | 19,9 | 13,5 |       |
| Précipitations (mm)                 | 13   | 11   | 21   | 16    | 12   | 7    | 3    | 7    | 17   | 19   | 15   | 13   | 154   |
| Nombre de jours avec précipitations | 3    | 5    | 4    | 3     | 4    | 2    | 2    | 3    | 4    | 4    | 3    | 3    | 44    |

| Diagramme climatique                                  |         |         |           |            |           |           |           |          |            |           |           |
| J                                                     | F       | M       | A         | M          | J         | J         | A         | S        | O          | N         | D         |
| 12,82,813                                             | 162,711 | 17,7521 | 24,58,816 | 27,313,212 | 34,318,67 | 38,221,63 | 36,121,17 | 3014,617 | 21,911,619 | 19,96,115 | 13,52,513 |
| Moyennes : • Temp. maxi et mini °C • Précipitation mm |         |         |           |            |           |           |           |          |            |           |           |

### Faune et flore

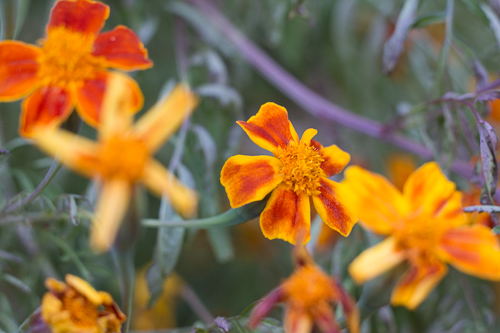
Tagétes Tenufolia dans un parc de Aïn sefra.

Les espèces les plus répandues à Aïn Sefra, au vu des sols calcaires et sableux de la région sont : le genévrier, le romarin, l'armoise, la tagète citronnée (Tageta tenufolia), le cactus raquette.

## Urbanisme
La ville moderne, aujourd'hui réunie à l'ancien ksar, a gardé l’aspect d’une ville de garnison, elle est bâtie en bordure de l'Oued el Breidj.

## Histoire

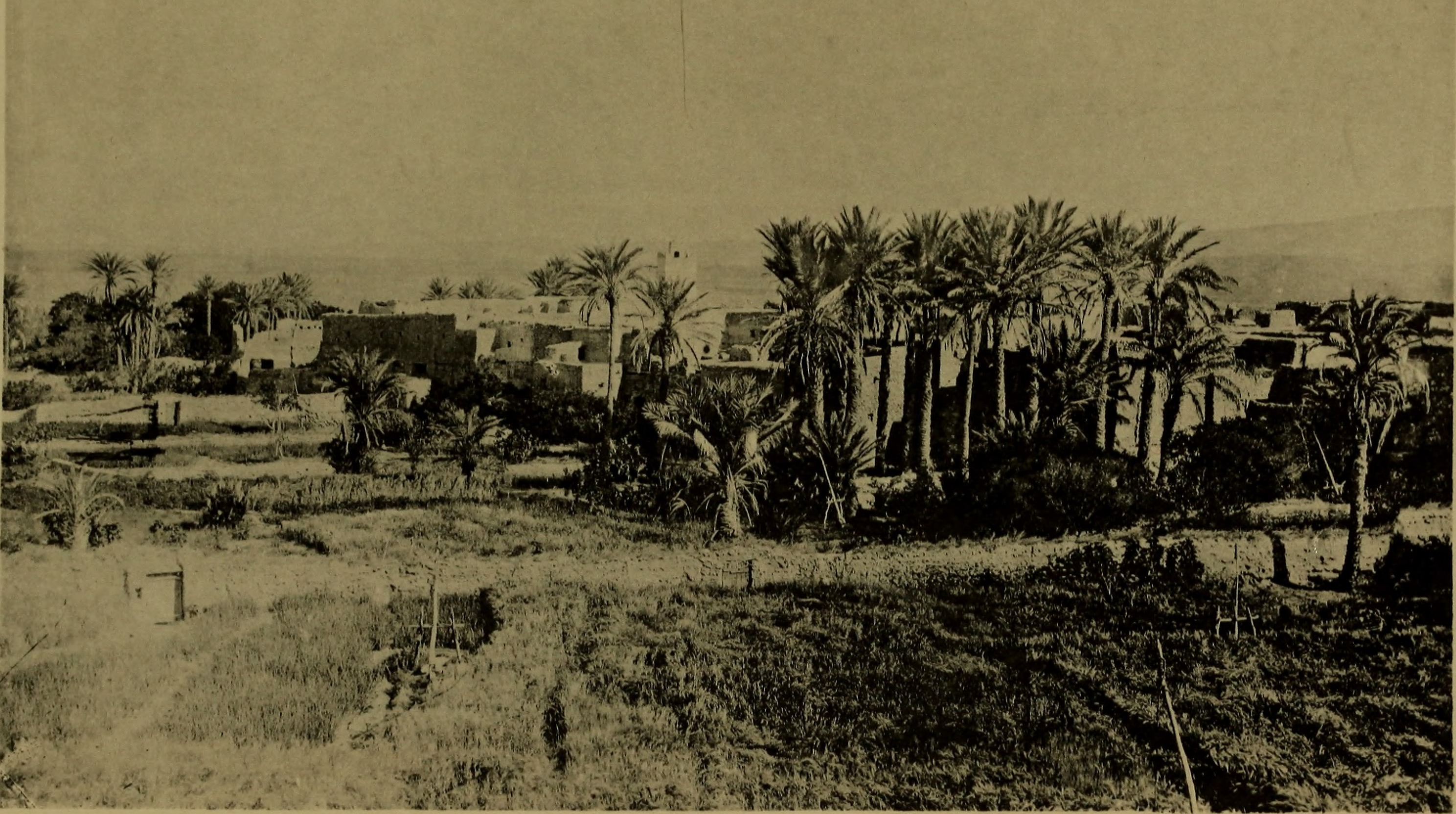
Le ksar et la palmeraie, à la fin du XIX

Le ksar a été construit autour du mausolée de Sidi Boudkhil par les descendants du saint marabout, né à Zemmora en 1480 et mort en 1563, appartenant à la confrérie de la Qadiriyya qui s'est installé dans la région.
La ville moderne remonte à l'époque coloniale française ; initialement, en 1882, un poste de garnison militaire stratégique conséquent à la révolte de Cheikh Bouamama parti de son bastion de Figuig. Les troupes françaises ont établi en effet un poste militaire pour contrôler cette porte du Sahara. La région où se situe Aïn-Sefra était l'un des bastions de la résistance populaire contre la conquête coloniale française dans le Sud Oranais.
Une voie ferrée atteignit Aïn Sefra dès 1887, elle est prolongée jusqu’à Béchar en 1906 et Kenadsa, à la fois pour des raisons économiques et stratégiques.
En 1902, lors de la création des Territoires du Sud, Aïn Sefra devient le chef-lieu du Territoire d'Aïn Sefra. Après 1930, devant l'importance prise par Colomb-Béchar, cette dernière agglomération prend le rôle de chef-lieu du Territoire. Après la départementalisation du Sahara algérien en 1957, elle est intégrée au département de Saïda. 
Durant la période coloniale, elle est une importante sous-préfecture et un territoire militaire; mais également un foyer d'importantes activités politiques: (PPA, MTLD, FLN), culturelles et économiques. En effet, de nombreux habitants des ksour de la région avaient émigré en France et avaient été sensibilisés par les mouvements politiques issus de l'Étoile nord-africaine. De fait, les relais des mouvements indépendantistes étaient plutôt les habitants des villes et des ksour. Toutefois, il y avait quelques personnes appartenant aux tribus de la région (nomades ou d'origine nomade), mais il s'agissait principalement de personnes sédentarisées.

## Démographie
Selon le recensement général de la population et de l'habitat de 2008, la population de la commune d'Aïn Sefra est évaluée à 52 320 habitants contre 34 962 en 1998. Elle est la deuxième commune la plus peuplée de la wilaya de Naâma, après Mechria.
Sa population est composée des membres de différentes origines tribales ou ethniques qui ont émigré vers la ville, alors les communes voisines ont préservé en grande partie les territoires tribaux.

## Administration
En 1959, l'arrondissement d'Aïn Sefra comprenait quatre communes : Ain Sefra, Asla, Moghrar et Boussemghoun. En 1969, à la suite de la réforme territoriale, elle est le chef-lieu d'une des quatre daïras de la nouvelle wilaya de Saïda, alors département auparavant. La daïra d'Aïn Sefra comprenait les communes d'Aïn Sefra, d'Asla et de Moghrar. En 1984, elle est rattachée à la wilaya de Naama nouvellement créée. Naâma, petite localité rurale, a été choisie comme chef-lieu de la wilaya à la suite d'un sérieux conflit opposant Aïn Sefra à Mécheria, les deux villes étaient concurrentes pour être érigées comme chef lieu.
En 2019, le gouvernement algérien a annoncé la création de la wilaya déléguée de Aïn Sefra.

### Liste des présidents d'APC
| Période | Période | Identité          | Étiquette | Qualité |
| ------- | ------- | ----------------- | --------- | ------- |
| 1967    | 1975    | Mohammed Bensalem | FLN       | [ 12 ]  |
| 1975    | 1979    | Miloud Kendouci   | FLN       | [ 12 ]  |
| 1979    | 1984    | Balhachmi Khlifi  | FLN       | [ 12 ]  |
| 1984    | 1989    | Slimane Ouda      | FLN       | [ 12 ]  |

## Économie
Les ksouriens sont des sédentaires qui vivent de leurs cultures irriguées. L'agriculture se limite à la production de dattes, de qualité médiocre et en quantité insuffisante, et de cultures vivrières des petites oasis.
La région est encore sillonnée par des populations nomades et semi-nomades qui vont, en été, pâturer sur les flancs des monts des Ksour. Les déplacements se font aujourd'hui en camions.
Depuis, la création de la wilaya de Naama, un développement économique plus important se concentre au Nord de la wilaya, au détriment de la ville. Celle-ci se trouve de plus en plus marginalisée, sa gare de chemin de fer va être supplantée par celles de Mecheria et de Naâma.

## Patrimoine
La région d'Aïn Sefra est riche en stations d’art rupestre. En bordure de la route d'El Bayadh, se situent les gravures du Djebel Mahisserat, connues sous le nom de station du Rocher et la station de Tiout. Ces gravures sont les premières au monde à avoir été signalées comme des œuvres préhistoriques (1847).
La ville est située au pied de dunes célèbres pour leur couleur dorée et en partie fixées aujourd'hui, qui ont fait la réputation de la ville. Mais, elle est également entourée de verdures.
La ville abrite d'immenses casernes, rassemblant à un palais mauresque. La tombe d'Isabelle Eberhardt se trouve au cimetière musulman. Le ksar de Sidi Boutkhil, a été classé au patrimoine culturel algérien.

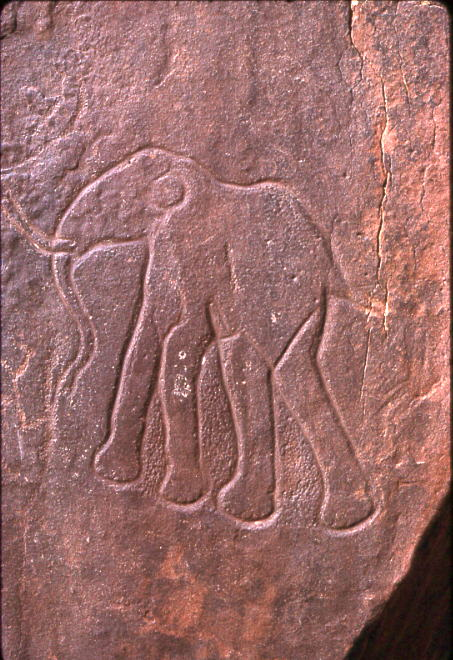
Gravure de la station de Tiout.
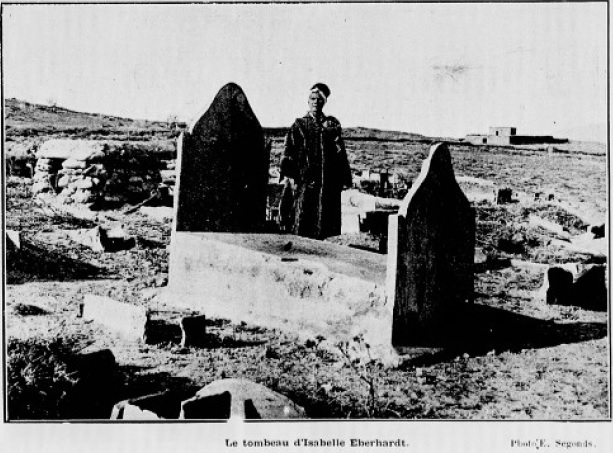
Tombe d'Isabelle Eberhardt.
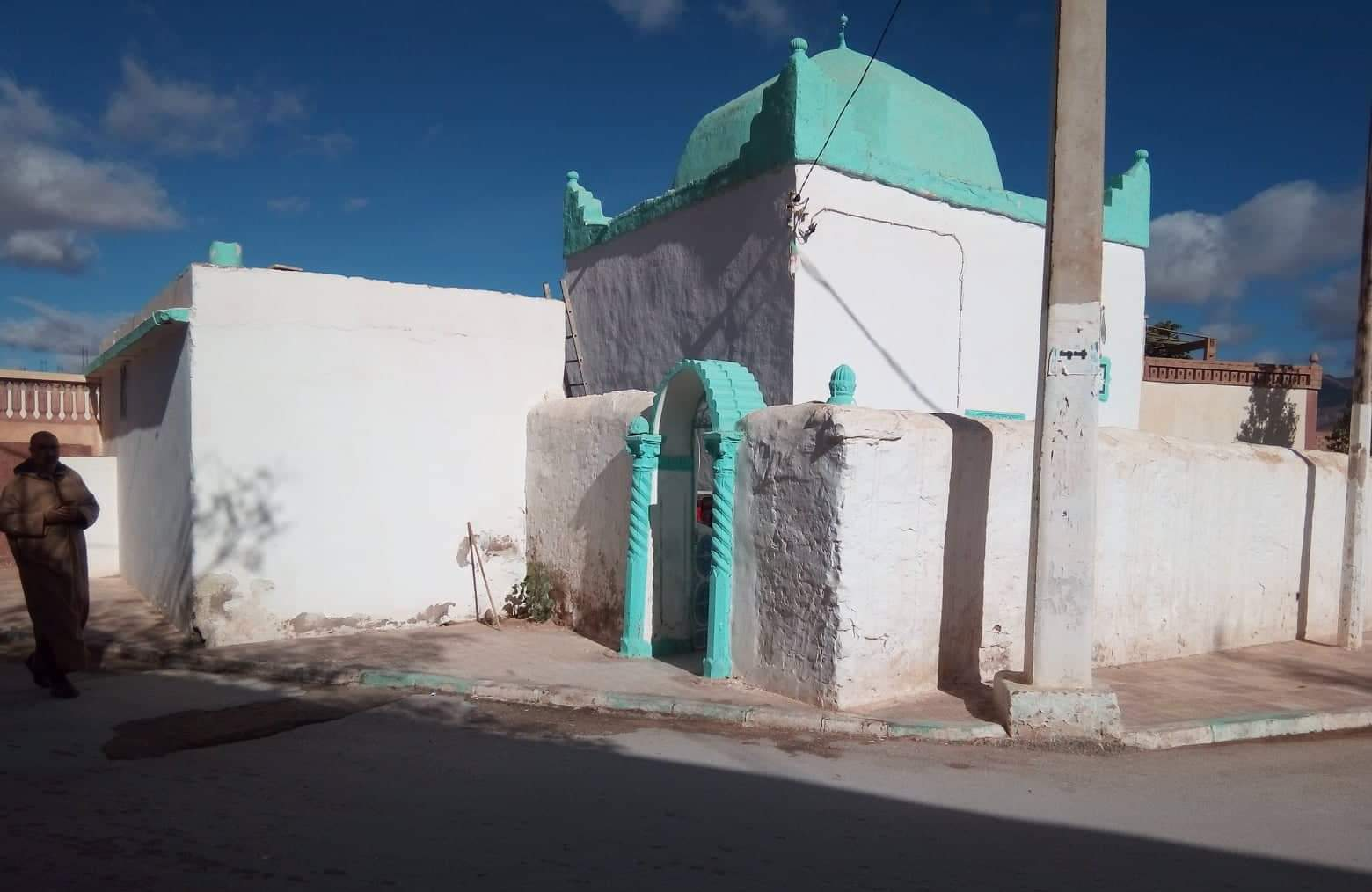
Mausolée de Sidi Boutkhil

## Personnalités née à Aïn Sefra
- Safia Ketou, écrivaine, y est née en 1944.
- Faouzi Saichi, acteur, y est né en 1951.
- Abdelkader Kadi, haut fonctionnaire dans l'administration publique, y est né en 1952.
- Isabelle Eberhardt, exploratrice, reporter et écrivaine y est morte en 1904, à la suite d'une crue de l'oued qui envahit la ville basse. Elle repose dans le petit cimetière musulman Sidi Boudjemaâ.